# IC 4078
IC 4078 — галактика типу *2 (подвійна зірка) у сузір'ї Гончі Пси.
Цей об'єкт міститься в оригінальній редакції індексного каталогу.